# 赫尔穆特·沃尔夫
赫尔穆特·沃尔夫（德語：Helmut Wolf，1968年1月5日—），意大利男子高山滑雪运动员。他曾代表意大利参加1992年、1994年和1998年冬季残疾人奥林匹克运动会高山滑雪比赛，获得二枚银牌。